# Glycaspis fuliginis
Glycaspis fuliginis är en insektsart som beskrevs av Moore 1970. Glycaspis fuliginis ingår i släktet Glycaspis och familjen rundbladloppor. Inga underarter finns listade i Catalogue of Life.